# 山口舞
山口 舞（やまぐち まい、1983年7月3日 - ）は、日本の元女子バレーボール選手。

## 来歴
三重県志摩郡志摩町（現志摩市）出身。小学校入学から3年間は地元志摩町にあるブルーシー・アンド・グリーンランド財団（B&G財団）が建設した志摩B&G海洋センターで水泳を習っていたが、小学4年次より友人に誘われてバレーボールを始める。山口の才能を大阪国際滝井高校の才崎哲次監督が見いだし、同校へ進学。1年生の後半からレギュラーに抜擢されると、私学ウィンターバレー優勝やインターハイ（ベスト8）などで活躍した。山口は「個人の能力にあわせた指導してくれ、成長するのが早かった」と述懐している。
2002年にシーガルズ（現岡山シーガルズ）に入団。国体5連覇などの好成績に貢献した。
2009年4月、全日本女子代表メンバーに登録され、同年8月のワールドグランプリで代表デビューを果たす。その後一度は代表を外れるが、同年11月のグラチャン2009に負傷した狩野舞子に代わって緊急招集され、大活躍を見せた。2010年11月、世界選手権で銅メダル獲得に貢献した。この世界選手権3位の栄誉を讃えられ、出身地である三重県並びに所属チームの地元である岡山市からスポーツ栄誉表彰を受けた。
2011年9月のアジア選手権では急遽、ミドルブロッカー（センター）として出場した。同年11月のワールドカップは当初、センターで出場予定であり、初戦のイタリア戦はスタメンで出場した。その後、ライトポジションへ戻ると、ブラジル戦とアメリカ戦では勝利に大きく貢献し、同大会で4位へ導いた。
2011年3月5日のトヨタ車体戦で、Vリーグ出場試合数が230試合となり、Vリーグ栄誉賞の受賞が確定した。
Vプレミアリーグ2011/12シーズンにおいてチーム2度目の4強入りに貢献し、自身初のベスト6賞を受賞した。
2012年5月のロンドン五輪世界最終予選では体調が万全ではなかったが、出場権獲得に貢献。「自分らしさを磨いて、メダルを獲得したい」と抱負を語った。
2012年6月、ロンドンオリンピックの代表メンバーに選出された。本大会では全日本女子28年ぶりの銅メダルを獲得。山口自身、本調子とは言えない中、決して落とせない予選プールAの強豪ドミニカ共和国（ロンドン五輪終了時点のFIVB世界ランキング8位）戦で先発、チームトップのスパイク効果率35％と持ち前の安定感で勝利に貢献、メダル獲得を牽引した。
2012-13プレミアリーグではアキレス腱を痛めた影響で8試合欠場したが、刈谷大会から復帰し2年連続の四強進出に貢献した。セミファイナル以降はチームを牽引する活躍でチーム歴代最高の3位に大きく貢献した。
2013年度よりチームの主将を務め、プレミアリーグにおいてチーム史上最高位となる2位獲得に導き、ベスト6に輝いた。
2019年4月、5月に開催される第68回黒鷲旗全日本男女選抜バレーボール大会を最後に現役を引退。
2019年6月に岡山シーガルズを退団し、同年7月22日付にて学校法人中国学園に籍を移して中国学園大学・中国短期大学の広報担当（主任）に就任した。

## 人物・エピソード
Vプレミアリーグの岡山シーガルズではミドルブロッカーのポジションだが、全日本ではウイングスパイカーで登録され、レセプション（サーブレシーブ）も一部担当するセッター対角として起用されてきた。2014年からは全日本の新戦術「ハイブリッド6」が導入されたこともあり、（従来の）ミドルブロッカーの位置に入ることが多くなった。
ニックネーム「ユメ」は、夢をかなえられるようにと高校時代に先輩がつけてくれた。「パール」は、出身地が真珠で名高い志摩市の出身に因む。
試合中の変幻自在で予測不能な動作により、山口は国際試合の対戦相手国から「忍者」と呼ばれ嫌がられている。
2016年6月のワールドグランプリ予選ラウンドのロングビーチ大会と京都大会では、木村沙織も荒木絵里香も不参加で、山口が主将を務めた。
FIVB（国際バレーボール連盟）のトップページの上部バナーSWFに数年間、各国のトップ選手のシーンと共に、山口がスパイクする画像が用いられ続けている（2016年現在も）。

## 球歴
- 全日本代表 - 2009-2012年、2014年-
- 全日本代表としての主な国際大会出場歴
  - オリンピック - 2012年（銅メダル）、2016年（5位）
  - 世界選手権 - 2010年（銅メダル）、2014年（7位）
  - ワールドカップ - 2011年（4位）、2015年（5位）

## 所属チーム
- 志摩町立和具中（現：志摩市立志摩中）
- 大阪国際滝井高等学校
- シーガルズ/岡山シーガルズ（2002年 - 2019年）

## 受賞歴
Vリーグ関係の受賞
- 2011年 - Vリーグ栄誉賞（長期活躍選手）
- 2012年 - 2011/12 Vプレミアリーグ ベスト6
- 2014年 - 2013/14 Vプレミアリーグ ベスト6
- 2020年 - Vリーグ功労賞[29]

その他の受賞
- 三重県スポーツ賞優秀賞（2011年2月）[30]
- 第10回岡山市人見絹枝スポーツ顕彰 特別スポーツ栄誉賞（2011年3月）[31]
- 岡山県県民栄誉賞、岡山県スポーツ特別顕彰（2012年8月）[32]
- 三重県スポーツ栄誉大賞（2012年8月）[33]
- 志摩市スポーツ文化栄誉賞（2012年9月）[34]
- 感動大阪大賞（2012年11月）[35][36]
- 大阪スポーツ大賞（2012年11月）[36]
- 岡山県スポーツ特別顕彰（2016年8月）[37]

## 個人成績
Vプレミアリーグレギュラーラウンドにおける個人成績は下記の通り。
| シーズン | 所属       | 出場                                    | 出場                                    | アタック                                | アタック                                | アタック                                | アタック                                | ブロック                                | ブロック                                | サーブ                                  | サーブ                                  | サーブ                                  | サーブ                                  | レセプション                            | レセプション                            | 総得点                                  | 備考                                    |
| -------- | ---------- | --------------------------------------- | --------------------------------------- | --------------------------------------- | --------------------------------------- | --------------------------------------- | --------------------------------------- | --------------------------------------- | --------------------------------------- | --------------------------------------- | --------------------------------------- | --------------------------------------- | --------------------------------------- | --------------------------------------- | --------------------------------------- | --------------------------------------- | --------------------------------------- |
| シーズン | 所属       | 試合                                    | セット                                  | 打数                                    | 得点                                    | 決定率                                  | 効果率                                  | 決定                                    | /set                                    | 打数                                    | エース                                  | 得点率                                  | 効果率                                  | 受数                                    | 成功率                                  | 総得点                                  | 備考                                    |
| 2001/02  | シーガルズ | 3                                       | 4                                       | 1                                       | 0                                       | 0.0%                                    | %                                       | 0                                       | 0.00                                    | 3                                       | 0                                       | 0.00%                                   | 0.0%                                    | 2                                       | 0.0%                                    | 0                                       | 内定選手                                |
| 2002/03  | シーガルズ | 21                                      | 58                                      | 73                                      | 30                                      | 41.1%                                   | %                                       | 4                                       | 0.07                                    | 104                                     | 3                                       | 2.88%                                   | 6.3%                                    | 76                                      | 63.2%                                   | 37                                      |                                         |
| 2003/04  | シーガルズ | 18                                      | 48                                      | 115                                     | 42                                      | 36.5%                                   | %                                       | 9                                       | 0.19                                    | 113                                     | 3                                       | 2.65%                                   | 7.8%                                    | 119                                     | 60.5%                                   | 54                                      |                                         |
| 2004/05  | シーガルズ | 27                                      | 105                                     | 689                                     | 253                                     | 36.7%                                   | %                                       | 37                                      | 0.35                                    | 447                                     | 10                                      | 2.24%                                   | 8.1%                                    | 477                                     | 66.5%                                   | 300                                     |                                         |
| 2005/06  | シーガルズ | 27                                      | 103                                     | 584                                     | 217                                     | 37.2%                                   | %                                       | 47                                      | 0.46                                    | 422                                     | 8                                       | 1.90%                                   | 8.2%                                    | 391                                     | 59.6%                                   | 272                                     |                                         |
| 2006/07  | 岡山       | 27                                      | 105                                     | 554                                     | 203                                     | 36.6%                                   | %                                       | 48                                      | 0.46                                    | 391                                     | 5                                       | 1.28%                                   | 7.1%                                    | 461                                     | 59.7%                                   | 256                                     |                                         |
| 2007/08  | 岡山       | 27                                      | 106                                     | 596                                     | 247                                     | 41.4%                                   | %                                       | 53                                      | 0.50                                    | 420                                     | 7                                       | 1.67%                                   | 7.0%                                    | 449                                     | 58.6%                                   | 307                                     |                                         |
| 2008/09  | 岡山       | 27                                      | 107                                     | 799                                     | 313                                     | 39.2%                                   | %                                       | 36                                      | 0.34                                    | 366                                     | 2                                       | 0.55%                                   | 5.0%                                    | 412                                     | 65.8%                                   | 351                                     |                                         |
| 2009/10  | 岡山       | 28                                      | 104                                     | 687                                     | 269                                     | 39.2%                                   | %                                       | 47                                      | 0.45                                    | 332                                     | 5                                       | 1.51%                                   | 5.8%                                    | 410                                     | 62.4%                                   | 321                                     |                                         |
| 2010/11  | 岡山       | 26                                      | 94                                      | 643                                     | 252                                     | 39.2%                                   | %                                       | 24                                      | 0.26                                    | 339                                     | 5                                       | 1.47%                                   | 5.8%                                    | 390                                     | 55.1%                                   | 281                                     |                                         |
| 2011/12  | 岡山       | 21                                      | 82                                      | 564                                     | 238                                     | 42.2%                                   | %                                       | 31                                      | 0.38                                    | 257                                     | 1                                       | 0.39%                                   | 4.4%                                    | 318                                     | 57.5%                                   | 270                                     |                                         |
| 2012/13  | 岡山       | 20                                      | 69                                      | 307                                     | 113                                     | 36.8%                                   | %                                       | 21                                      | 0.30                                    | 195                                     | 1                                       | 0.05%                                   | 4.8%                                    | 77                                      | 68.8%                                   | 135                                     |                                         |
| 2013/14  | 岡山       | 28                                      | 94                                      | 510                                     | 237                                     | 46.5%                                   | %                                       | 45                                      | 0.48                                    | 247                                     | 2                                       | 0.81%                                   | 5.8%                                    | 26                                      | 65.4%                                   | 284                                     |                                         |
| 2014/15  | 岡山       | 21                                      | 69                                      | 412                                     | 185                                     | 44.9%                                   | %                                       | 26                                      | 0.38                                    | 183                                     | 2                                       | 1.09%                                   | 4.8%                                    | 7                                       | 57.1%                                   | 213                                     |                                         |
| 2015/16  | 岡山       | 21                                      | 73                                      | 303                                     | 135                                     | 44.6%                                   | %                                       | 11                                      | 0.15                                    | 104                                     | 2                                       | 1.92%                                   | 5.6%                                    | 6                                       | 66.7%                                   | 148                                     |                                         |
| 2016/17  | 岡山       | 21                                      | 60                                      | 264                                     | 105                                     | 39.8%                                   | %                                       | 17                                      | 0.28                                    | 112                                     | 0                                       | %                                       | 4.5%                                    | 1                                       | 100.0%                                  | 122                                     |                                         |
| 2017/18  | 岡山       | チャレンジリーグIのため、記録を記載せず | チャレンジリーグIのため、記録を記載せず | チャレンジリーグIのため、記録を記載せず | チャレンジリーグIのため、記録を記載せず | チャレンジリーグIのため、記録を記載せず | チャレンジリーグIのため、記録を記載せず | チャレンジリーグIのため、記録を記載せず | チャレンジリーグIのため、記録を記載せず | チャレンジリーグIのため、記録を記載せず | チャレンジリーグIのため、記録を記載せず | チャレンジリーグIのため、記録を記載せず | チャレンジリーグIのため、記録を記載せず | チャレンジリーグIのため、記録を記載せず | チャレンジリーグIのため、記録を記載せず | チャレンジリーグIのため、記録を記載せず | チャレンジリーグIのため、記録を記載せず |
| 2018/19  | 岡山       |                                         |                                         |                                         |                                         | %                                       | %                                       |                                         |                                         |                                         |                                         | %                                       | %                                       |                                         | %                                       |                                         |                                         |

## CM
- 山陽マルナカ - 栗原恵と出演（2013年7月～）